# 나라현 제1구
나라현 제1구(奈良県 第1区)는 일본의 중의원 선거구이다. 1994년 공직선거법으로 신설되었다.

## 지역
- 나라시 일부
- 이코마시

## 역대 중의원 의원
- 다카이치 사나에 (소속정당: 신진당 임기: 1996년 ~ 2000년)
- 모리오카 마사히로 (소속정당: 자유민주당 임기: 2000년 ~ 2005년)
- 마부치 스미오 (소속정당: 민주당 → 민진당 → 희망의당 → 무소속 → 국민민주당 → 입헌민주당 임기: 2005년 ~ 현재)
- 고바야시 시게키 (소속정당: 자유민주당 임기: 2012년 ~ 현재)

## 역대 선거 결과

### 2024년 (제50회)
|  | 38.96% |

|  | 31.58% |

|  | 18.72% |

|  | 5.83% |

|  | 4.90% |

## 같이 보기
- 나라현 선거구